# Roy Cohn

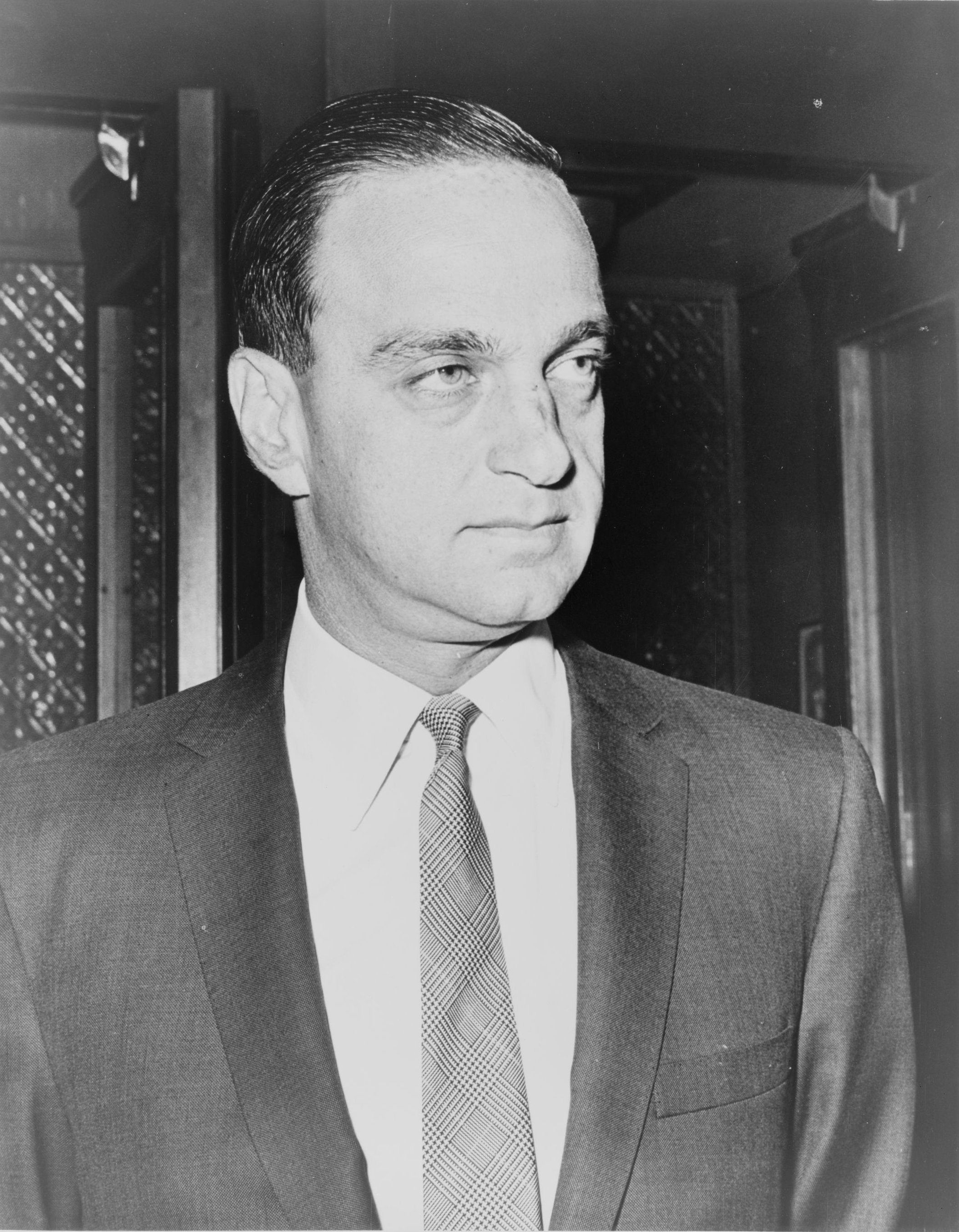
Roy Cohn (1964)

Roy Marcus Cohn (* 20. Februar 1927 in New York City, New York; † 2. August 1986 in Bethesda, Maryland) war ein US-amerikanischer Jurist, der während der McCarthy-Ära zu Bekanntheit und Macht kam. Aufgrund seiner Zusammenarbeit mit Senator Joseph McCarthy und seiner Ermittlungen gegen echte oder vermeintliche Kommunisten in Regierung, Militär und Verwaltung war er stark umstritten.

## Leben
Cohn wurde als einziges Kind von Dora Marcus und Albert Cohn, einem New Yorker Richter, der auch ein einflussreiches Mitglied der Demokratischen Partei war, geboren. Sein Großonkel war Joshua Lionel Cowen, Mitbegründer der Lionel Corporation, in den frühen 1950er Jahren der weltweit größte Spielzeughersteller. Cohn lebte bis zum Tod der Mutter 1969 bei seinen Eltern.
1946 graduierte er am Columbia College und schloss mit 20 Jahren die Columbia Law School ab. Zunächst arbeitete er als Assistent für das Büro des Staatsanwalts Irving Saypol in Manhattan. Cohn half, eine Reihe von Verfahren mit antikommunistischem Hintergrund zu gewinnen, über die in den Medien berichtet wurde. So wurde er u. a. bekannt durch die Anklage gegen William W. Remington, einen Mitarbeiter des Handelsministeriums, der wegen Meineids verurteilt wurde, weil er geleugnet hatte, Mitglied in der Kommunistischen Partei gewesen zu sein. Weiter stellte er elf Anführer der Kommunistischen Partei wegen Volksverhetzung im Sinne des Smith Act unter Anklage.
Eine prominente Rolle erlangte Cohn 1951 in dem Spionagefall von Ethel und Julius Rosenberg. Sein Verhör von Ethels Bruder David Greenglass trug maßgeblich dazu bei, dass Julius Rosenberg zum Tode verurteilt wurde.

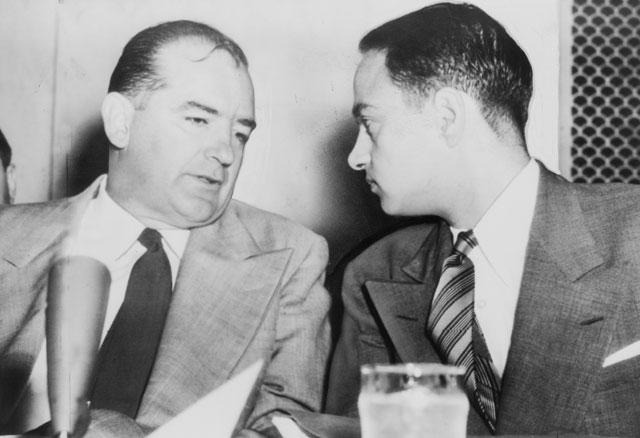
McCarthy und Cohn (1954)

 Anschließend wurde FBI-Direktor J. Edgar Hoover auf den 24-Jährigen aufmerksam und empfahl ihn McCarthy. Dieser stellte Cohn daraufhin als Chefberater ein. Innerhalb kurzer Zeit gewann Cohn unter McCarthy erhebliche Macht im Senatsausschuss „Permanent Subcommitee on Investigations“.
Cohn und McCarthy griffen viele Mitarbeiter der Regierung und der Verwaltung sowie Kulturschaffende an und untersuchten nicht nur deren Verbindungen zum Kommunismus. 
Kurz nach Cohns Ernennung zum Chefberater kursierten in Washington, D.C. Gerüchte, Cohn sei homosexuell und habe eine Beziehung mit seinem Berater G. David Schine.
1954 veröffentlichte Cohn eine Streitschrift unter dem Titel Only a Miracle Can Save America From the Red Conspiracy („Nur ein Wunder kann Amerika vor der roten Verschwörung retten“). Im gleichen Jahr kam es zu einem offenen Konflikt zwischen dem Militär und McCarthy und Cohn, bei dem es um Schine ging. Angeblich war dieser während seiner Zeit beim Militär auf Cohns Veranlassung bevorzugt behandelt worden. Cohn und McCarthy gelang es zwar, diesen Vorwurf abzuwehren, gleichwohl trug der Vorfall zum politischen Niedergang von McCarthy bei. Cohn reichte im Anschluss seine Kündigung ein.
Nach seiner Zeit bei McCarthy begann Cohn eine 30 Jahre lang andauernde Karriere als Rechtsanwalt in New York City. Zu seinen Mandanten gehörten unter anderem Donald Trump, Carmine Galante und John Gotti, die Eigentümer des Studio 54, Steve Rubell und Ian Schrager, das Erzbistum New York sowie Mafia-Größen wie Anthony Salerno und Angehörige der Gambino-Familie. Er blieb der konservativen Politik eng verbunden und beriet informell Richard Nixon und Ronald Reagan. Cohn wurde in den Medien als „Mentor“ von Donald Trump bezeichnet.
In den 1980er Jahren leitete Cohn kurzzeitig das antikommunistische Netzwerk Western Goals Foundation. Dieses fungierte als privater Geheimdienst zur Bekämpfung kommunistischer Umtriebe. Ihre Mitglieder sammelten Material über echte und vermeintliche Kommunisten und arbeitete mit US-Behörden und Geheimdiensten zusammen, wodurch diese bestehende Gesetze umgehen konnten.
1984 wurde bei Cohn AIDS diagnostiziert. Bis zu seinem Tod gab er jedoch vor, an Leberkrebs erkrankt zu sein. Cohn starb am 2. August 1986 an den Folgen von AIDS. Er wurde in Queens, New York begraben.

## Erwähnungen in Romanen und Filmen
Die bekannteste Erwähnung von Cohn findet sich in der Rolle des Dramas Angels in America: A Gay Fantasia on National Themes von Tony Kushner. In diesem Werk wird er als selbst hassender, machthungriger, heuchlerischer Mann dargestellt, der seine sexuelle Orientierung verleugnet. Der Geist von Ethel Rosenberg befragt ihn, während Cohn seine Todesursache AIDS leugnet und angibt, an Leberkrebs erkrankt zu sein. 2003 wurde das Stück unter dem Titel Engel in Amerika von Kushner in der HBO-Version verfilmt. Die Filmfigur Cohn wird vom Schauspieler Al Pacino und die Filmfigur Rosenberg von der Schauspielerin Meryl Streep gespielt. Cohn wurde 1992 von James Woods in seinem Werk Citizen Cohn und von Joe Pantoliano in seinem Werk Robert Kennedy and His Times porträtiert. Cohn wird auch in der Fernsehserie Akte X – Die unheimlichen Fälle des FBI erwähnt, in der ein ehemaliger FBI-Agent zum Agenten Mulder über die Anfänge der McCarthy-Ära spricht. In den frühen 1990ern wurde die Figur des Cohn im Theaterstück Roy Cohn/Jack Smith von Ron Vawter dargestellt. Kurt Vonnegut thematisiert Cohn in dem Roman Jailbird. Roy Cohn, Rock Hudson und Michel Foucault sind die Hauptfiguren in dem Werk Twilight of the Gods von Mathias Viegener, wo sich die drei Figuren im HIV-Behandlungszentrum des American Hospital of Paris treffen. In dem Film Good Night, and Good Luck wird Roy Cohn kurz bei der Durchführung einer (für den McCarthy-Ausschuss charakteristischen) Zeugenvernehmung gezeigt.
2019 entstand der von Matt Tyrnauer produzierte Dokumentarfilm Where’s My Roy Cohn? (dt. „Wo ist mein Roy Cohn?“), der insbesondere dessen Beziehung zu Donald Trump thematisiert. Auch der Spielfilm The Apprentice – The Trump Story aus dem Jahr 2024, mit Jeremy Strong als Cohn, behandelt diesen Aspekt.

## Schriften
- Only a Miracle Can Save America From the Red Conspiracy. Wanderer Printing Co., 1954
- McCarthy. New American Library, 1968
- Roy Cohn on Divorce: Words to the Wise and Not So Wise. Random House, ISBN 0-394-54383-1
- A Fool for a Client: My Struggle Against the Power of a Public Prosecutor. Dell Publishing, 1972, ISBN 0-440-02667-9
- How to Stand up for Your Rights and Win!. Devin-Adair Publishers, 1981, ISBN 0-8159-5723-8